# エヴァンズ (護衛駆逐艦)
|          |                                                          |
| 艦歴     |                                                          |
| 発注:    |                                                          |
| 起工:    | 1955年4月8日                                             |
| 進水:    | 1955年9月14日                                            |
| 就役:    | 1957年6月14日                                            |
| 退役:    | 1968年9月                                                |
| その後:  | 1974年8月16日にスクラップとして売却                      |
| 除籍:    | 1973年12月3日                                            |
| 性能諸元 |                                                          |
| 排水量:  | 1,270トン                                                |
| 全長:    | 314 ft 6 in                                              |
| 全幅:    | 36 ft 9 in                                               |
| 吃水:    | 9 ft 1 in                                                |
| 機関:    | ギアード・タービン1軸推進、20,000 shp (15 MW)            |
| 最大速:  | 25ノット                                                 |
| 兵員:    | 170名                                                    |
| 兵装:    | 3インチ砲4門 Mk 108 対潜ロケットランチャー 魚雷発射管6門 |

エヴァンズ(USS Evans, DE-1023)は、アメリカ海軍の護衛駆逐艦。ディーレイ級護衛駆逐艦の6番艦。艦名は名誉勲章を受章した海軍中佐アーネスト・E・エヴァンズ（駆逐艦ジョンストン艦長、サマール島沖海戦で戦死）に因む。エヴァンズという名の艦は本艦で3隻目だが、アーネスト・E・エヴァンズに依るものは本艦のみである。

## 艦歴
エヴァンズは1955年4月8日にワシントン州シアトルのピュージェット・サウンド・ブリッジ・アンド・ドレッジング社で起工、1955年9月14日にH・ヘンドリクソン夫人によって命名、進水し、1957年6月14日に艦長H・F・ウィリー少佐の指揮下就役した。
エヴァンズは1957年8月4日に母港のサンディエゴに到着し、西海岸沿いに公試を行った。最初の長期配備は1958年1月21日から6月27日まで行われ、マリアナ派遣軍の一艦として太平洋の国連信託統治領で活動する。エヴァンズは日本、香港、フィリピンを訪問し、韓国海軍艦艇との合同訓練を行った。
二度目の極東配備は1959年1月8日から6月13日まで行われた。2月7日にはレイテ湾で艦名の由来となったエヴァンズ中佐の慰霊式に参加した。エヴァンズはフィリピン海軍と訓練を行い、台湾海峡で哨戒を行い、香港での短期停泊後、沖縄での訓練に参加した。1960年4月14日、エヴァンズは再び西太平洋への巡航を行い、任務は7月21日まで行われた。同年の残りは沿岸での作戦活動に従事した。
エヴァンズは1968年9月に退役し、予備役艦隊で保管された。その後1973年12月3日に除籍され、1974年にスクラップとして売却された。